# Xã Baker, Quận Randolph, Arkansas
Xã Baker (tiếng Anh: Baker Township) là một xã thuộc quận Randolph, tiểu bang Arkansas, Hoa Kỳ. Năm 2010, dân số của xã này là 55 người.